# Pseudotropheus
Pseudotropheus is een van de geslachten van mbuna, een groep van gespecialiseerde vissen die voorkomen in het Malawimeer. Zoals meeste mbuna-geslachten zijn het rotsbewoners en leven hoofdzakelijk van het afgrazen van de aangegroeide algen op de rotsen. Er zijn drie ondergeslachten beschreven met de definiërende soorten:
- Pseudotropheus maylandia, beschreven door Meyer & Foerster in 1984 gebaseerd op de Pseudotropheus Greshakei.
- Pseudotropheus pseudotropheus, beschreven door Regan in 1922 gebaseerd op Pseudotropheus williamsi.
- Pseudotropheus tropheops, beschreven door Trewavas in 1984, gebaseerd op Pseudotropheus tropheops.

## Soorten
| - Pseudotropheus ater - Pseudotropheus aurora - Pseudotropheus barlowi - Pseudotropheus crabro - Pseudotropheus cyaneus - Pseudotropheus demasoni - Pseudotropheus elegans - Pseudotropheus elongatus - Pseudotropheus estherae - Pseudotropheus fainzilberi - Pseudotropheus flavus - Pseudotropheus fuscoides | - Pseudotropheus fuscus - Pseudotropheus galanos - Pseudotropheus heteropictus - Pseudotropheus lanisticola - Pseudotropheus livingstonii - Pseudotropheus lombardoi - Pseudotropheus longior - Pseudotropheus lucerna - Pseudotropheus macrophthalmus - Pseudotropheus microstoma - Pseudotropheus minutus - Pseudotropheus modestus | - Pseudotropheus novemfasciatus - Pseudotropheus polit - Pseudotropheus purpuratus - Pseudotropheus pursus - Pseudotropheus saulosi - Pseudotropheus socolofi - Pseudotropheus tropheops gracilior - Pseudotropheus tropheops romandi - Pseudotropheus tropheops tropheops - Pseudotropheus tursiops - Pseudotropheus williamsi |